# Phylica
Phylica is een geslacht uit de wegedoornfamilie (Rhamnaceae). 
De meeste soorten komen voor in Zuid-Afrika, waar ze een onderdeel vormen van de fynbosvegetatie. Verder komen enkele soorten voor in andere zuidelijke Afrikaanse landen, zoals Zimbabwe, Malawi en Tanzania. Daarnaast komen ze voor op verschillende eilanden in de Indische Oceaan (Madagaskar, Mauritius, Réunion, Île Amsterdam) en de Atlantische Oceaan (Tristan da Cunha, Nightingale, Gough, Sint-Helena).

## Soorten
- Phylica abietina Eckl. & Zeyh.
- Phylica acmaephylla Eckl. & Zeyh.
- Phylica aemula Schltr.
- Phylica affinis Sond.
- Phylica agathosmoides Pillans
- Phylica alba Pillans
- Phylica alpina Eckl. & Zeyh.
- Phylica alticola Pillans
- Phylica altigena Schltr.
- Phylica ambigua Sond.
- Phylica amoena Pillans
- Phylica ampliata Pillans
- Phylica anomala Pillans
- Phylica apiculata Sond.
- Phylica arborea Thouars
- Phylica atrata Licht. ex Schult.
- Phylica axillaris Lam.
- Phylica barbata Pillans
- Phylica barnardii Pillans
- Phylica bathiei Pillans
- Phylica bolusii Pillans
- Phylica brachycephala Sond.
- Phylica brevifolia Eckl. & Zeyh.
- Phylica burchellii Pillans
- Phylica buxifolia L.
- Phylica calcarata Pillans
- Phylica callosa L.f.
- Phylica cephalantha Sond.
- Phylica chionocephala Schltr.
- Phylica chionophila Schltr.
- Phylica comosa Sond.
- Phylica comptonii Pillans
- Phylica confusa Pillans
- Phylica constricta Pillans
- Phylica costata Pillans
- Phylica cryptandroides Sond.
- Phylica curvifolia (C.Presl) Pillans ex Fourc.
- Phylica cuspidata Eckl. & Zeyh.
- Phylica cylindrica J.C.Wendl.
- Phylica debilis Eckl. & Zeyh.
- Phylica diffusa Pillans
- Phylica dioica L.
- Phylica diosmoides (C.Presl) Sond.
- Phylica disticha Eckl. & Zeyh.
- Phylica dodii N.E.Br.
- Phylica elimensis Pillans
- Phylica emirnensis (Tul.) Pillans
- Phylica ericoides L.
- Phylica excelsa J.C.Wendl.
- Phylica floccosa Pillans
- Phylica floribunda Pillans
- Phylica fourcadei Pillans
- Phylica fruticosa Schltr.
- Phylica galpinii Pillans
- Phylica glabrata Thunb.
- Phylica gnidioides Eckl. & Zeyh.
- Phylica gracilis (Eckl. & Zeyh.) D.Dietr.
- Phylica greyii Pillans
- Phylica guthriei Pillans
- Phylica harveyi (Arn.) Pillans
- Phylica hirta Pillans
- Phylica humilis Sond.
- Phylica imberbis P.J.Bergius
- Phylica incurvata Pillans
- Phylica insignis Pillans
- Phylica intrusa Pillans
- Phylica karroica Pillans
- Phylica keetii Pillans
- Phylica lachneaeoides Pillans
- Phylica laevifolia Pillans
- Phylica laevigata Pillans
- Phylica laevis (Eckl. & Zeyh.) Steud.
- Phylica lanata Pillans
- Phylica lasiantha Pillans
- Phylica lasiocarpa Sond.
- Phylica leipoldtii Pillans
- Phylica levynsiae Pillans
- Phylica linifolia Pillans
- Phylica littoralis (Eckl. & Zeyh.) D.Dietr.
- Phylica longimontana Pillans
- Phylica lucens Pillans
- Phylica lucida Pillans
- Phylica mairei Pillans
- Phylica marlothii Pillans
- Phylica maximiliani Schltr.
- Phylica meyeri Sond.
- Phylica minutiflora Schltr.
- Phylica montana Sond.
- Phylica mundii Pillans
- Phylica natalensis Pillans
- Phylica nervosa Pillans
- Phylica nigrita Sond.
- Phylica nigromontana Pillans
- Phylica nitida Lam.
- Phylica nodosa Pillans
- Phylica obtusifolia Pillans
- Phylica odorata Schltr.
- Phylica oleifolia Vent.
- Phylica paniculata Willd.
- Phylica parviflora P.J.Bergius
- Phylica parvula Pillans
- Phylica pauciflora Pillans
- Phylica pearsonii Pillans
- Phylica pinea Thunb.
- Phylica piquetbergensis Pillans
- Phylica plumigera Pillans
- Phylica plumosa L.
- Phylica polifolia (Vahl) Pillans
- Phylica propinqua Sond.
- Phylica pubescens Aiton
- Phylica pulchella Schltr.
- Phylica purpurea Sond.
- Phylica pustulata E.Phillips
- Phylica recurvifolia Eckl. & Zeyh.
- Phylica retorta Pillans
- Phylica retrorsa E.Mey. ex Sond.
- Phylica reversa Pillans
- Phylica rigida Eckl. & Zeyh.
- Phylica rigidifolia Sond.
- Phylica rogersii Pillans
- Phylica rubra Willd. ex Schult.
- Phylica salteri Pillans
- Phylica schlechteri Pillans
- Phylica selaginoides Sond.
- Phylica sericea Pillans
- Phylica simii Pillans
- Phylica spicata L.f.
- Phylica stenantha Pillans
- Phylica stenopetala Schltr.
- Phylica stokoei Pillans
- Phylica strigosa P.J.Bergius
- Phylica strigulosa Sond.
- Phylica subulifolia Pillans
- Phylica thodei E.Phillips
- Phylica thunbergiana E.Mey. ex Sond.
- Phylica tortuosa E.Mey. ex Sond.
- Phylica trachyphylla (Eckl. & Zeyh.) D.Dietr.
- Phylica tropica Baker
- Phylica tuberculata Pillans
- Phylica tubulosa Schltr.
- Phylica tysonii Pillans
- Phylica variabilis Pillans
- Phylica velutina Sond.
- Phylica villosa Thunb.
- Phylica virgata Wender.
- Phylica vulgaris Pillans
- Phylica willdenowiana Eckl. & Zeyh.
- Phylica wittebergensis Pillans

... · 
Alphitonia · 
Ceanothus · 
Discaria · 
Gouania · 
Nesiota · 
Phylica · 
Pomaderris · 
Rhamnus (Vuilboom) · 
Sageretia · 
Ziziphus · 
...